# Безбородов, Владислав Юрьевич
Владисла́в Ю́рьевич Безборо́дов (род. 15 января 1973, Ленинград, РСФСР, СССР) — российский футбольный судья. В прошлом футболист, выступал на позиции нападающего.

## Биография
Родился 15 января 1973 года в Ленинграде.
В 1991 году играл за «Зенит» (Санкт-Петербург), затем на шесть лет уехал учиться в США, где получил звание бакалавра спортивного менеджмента и бизнес-администрирования. Возобновил карьеру игрока и выступал за «Динамо» (Санкт-Петербург), «Вентспилс», «Динамо» (Минск), «Шахтёр» (Солигорск), «Торпедо-СКА» (Минск).
В 2000 году в составе «Вентспилса» в игре 1/8 финала Кубка Латвии против «Цесиса» забил 7 голов.
Судейскую карьеру начал в 2001 году. Матчи Российской Премьер-Лиги судит с 2007 года.
В 2009 году занял третье место в конкурсе газеты «Спорт-Экспресс» «Золотая мантия», включён в пятерку лучших судей по версии КФА. Бывший судья ФИФА. Входит в первую группу судей УЕФА. В 2009 году судил финальный матч чемпионата Европы по футболу среди юношей (до 17 лет).
В ноябре 2024 года по решению дисциплинарной комиссии судейского комитета РФС отстранён от судейства матчей Российской Премьер-Лиги и иных соревнований под эгидой РФС до конца сезона 2024/25: причиной стали оставленные в Telegram комментарии, где Владислав Безбородов писал о себе положительные отзывы.
В декабре 2024 года был исключён ФИФА из списка международных арбитров, а в июне 2025 был выведен из списка арбитров РПЛ. По данным генсекретаря РФС Максима Митрофанова и издания «Рейтинг Букмекеров» после отстранения от судейства Безбородов работает в структуре «Зенита».

## Семья
Отец — Юрий Иванович Безбородов, футболист и судья республиканской категории, инспектор РФС, председатель Контрольно-дисциплинарного Комитета Федерации футбола Санкт-Петербурга. Мать — Ася Николаевна Безбородова (скончалась в 1989 году).
Младшая сестра — Марина Малафеева (Безбородова) (20 мая 1974 — 17 марта 2011), первая жена бывшего вратаря футбольного клуба «Зенит» (Санкт-Петербург) Вячеслава Малафеева.
Женат. Супруга — Ирина (старше мужа на пять лет)[значимость факта?]. Трое детей: Ариана (род. 2009), Григорий (род. 2016), Георгий (род. 2020).